# Zgryz (audycja)
ZGRYZ – autorska audycja Macieja Zembatego, nadawana raz w miesiącu w Programie Trzecim Polskiego Radia w latach 1976-1981 i co dwa tygodnie w latach 1986-1999 (przerwa w związku ze stanem wojennym) z krótką przerwą latem 1989 roku.
Godzinną audycje wypełniały (obok słuchowisk Macieja Zembatego: Rodzina Poszepszyńskich i Przygody Wuja Alberta) m.in. rozmowy i cytaty na tematy związane z filozofią sufi oraz zen, którymi autor był wówczas zafascynowany, piosenki Leonarda Cohena (często w tłumaczeniu Zembatego), muzyka Johna Portera, powieści science-fiction w odcinkach i felietony, których autorami byli m.in.: Henryk Waniek, Jacek Santorski, Krystyna Kofta, Tomasz Beksiński. Wśród rubryk byli Zagryziacy.
Sygnałem audycji był fragment utworu "Fearless" zespołu Pink Floyd.
Współtwórcami byli Jacek Janczarski, Krystyna Kofta i Andrzej Garczarek.